# Kruk (film 1994)
Kruk (ang. The Crow, dosłownie: Wrona) – amerykański film fabularny z 1994 w reżyserii Alexa Proyasa, z Brandonem Lee w roli głównej. Film jest adaptacją komiksu Jamesa O’Barra o tym samym tytule.
Brandon Lee został postrzelony przez aktora Michaela Massee podczas kręcenia jednej ze scen, w wyniku czego zmarł. Kilka scen z jego udziałem zostało zagranych przez dublera Chada Stahelskiego na którego twarz „wstawiono” komputerowo twarz Brandona Lee.

## Opis fabuły
Eric Draven (Brandon Lee) to brutalnie zamordowana gwiazda rocka. Zginął 30 października razem ze swoją narzeczoną Shelly Webster (Sofia Shinas). Po roku Eric powraca do życia, by prowadzony przez kruka – władcę zmarłych ludzi – dokonać zemsty na swych prześladowcach. Obdarzony jest umiejętnościami paranormalnymi, nadludzką siłą, mocą czytania w myślach i niezwykłą zwinnością, tak iż nic nie jest w stanie go zabić. Kolejno likwiduje członków gangu, tworząc później znak kruka na ścianie lub ciele ofiary. Kiedy wszyscy przestępcy winni jego śmierci nie żyją, Eric jest przekonany, że jego zadanie jest zakończone, ale okazuje się, że tak nie jest. Szef gangu, Top Dollar, poznaje już tajemnicę Erica i z pomocą przyrodniej siostry Myki i ochroniarza Grange'a obmyśla plan zwabienia Erica w pułapkę. Ci jedyni pozostali przy życiu członkowie gangu porywają Sarę, wiedząc, iż Eric szybko pośpieszy jej z pomocą. Nie mylą się. Gdy do kościoła, gdzie się ukryli, przychodzi Eric, Grange strzela do kruka. Ptak jednak przeżywa, ale ten atak ma swoje konsekwencje. Eric traci niezniszczalność, co okazuje się już chwilę później, gdy Top Dollar strzela do Erica, a rana nie znika, tak jak to było dotychczas. Nim przestępcy rozprawiają się z Erikiem, na miejscu pojawia się niespodziewanie sierżant Albrecht i wywołuje strzelaninę z Grange'em i Top Dollarem. W jej trakcie Albrecht zabija Grange'a i chwilę później na moment następuje cisza. Potem Albrecht wdaje się w strzelaninę z Myką, ale kobieta jest w lepszej pozycji i niemal natychmiast pokonuje Albrechta, kilkakrotnie go raniąc. Na spotkanie z nią idzie Eric. Myca jest w posiadaniu kruka i chce strzelić do Erica, ale kruk odzyskuje pełnię sił i rzuca się Myce do oczu. Po kilku sekundach oślepiona Myca spada z dużej wysokości i ginie, natomiast Eric wychodzi naprzeciw Top Dollarowi. Między mężczyznami dochodzi do pojedynku. W pewnym momencie Top Dollar wykorzystuje nieuwagę Erica i przeszywa go kataną. Chwilę później boss przyznaje się, że to on stoi za atakiem na Erica i jego narzeczoną przed rokiem. Eric, by raz na zawsze rozprawić się z bossem, wszczepia mu wspomnienie Albrechta, przedstawiające 30-godzinną agonię Shelly, następnie zrzuca bossa z dachu. Top Dollar, lecąc w dół, nadziewa się na kamiennego gargulca i ginie. Dopiero teraz zadanie Erica zostało wykonane.

## Obsada
- Brandon Lee jako Eric Draven
- Rochelle Davis jako Sarah
- Ernie Hudson jako sierżant Daryl Albrecht
- Michael Wincott jako Top Dollar
- Bai Ling jako Myca
- Sofia Shinas jako Shelly Webster
- Anna Levine jako Darla
- David Patrick Kelly jako T-Bird
- Angel David jako Skank
- Laurence Mason jako Tin Tin
- Michael Massee jako Funboy
- Tony Todd jako Grange
- Jon Polito jako Gideon
- James O’Barr jako złodziej telewizora

## Wykonanie muzyki (formacje)
- Nine Inch Nails
- Rage Against the Machine
- Stone Temple Pilots
- The Cure
- The Jesus and Mary Chain
- Pantera